# Cypselodopteryx mima
Cypselodopteryx mima är en tvåvingeart som först beskrevs av Townsend 1926.  Cypselodopteryx mima ingår i släktet Cypselodopteryx och familjen husflugor. Inga underarter finns listade i Catalogue of Life.